# Aardenburg
Aanderburg es una localidad de la provincia de Zelanda (Países Bajos), cercana a la frontera con Bélgica. Durante la Edad Media era conocida por Rodenburgh (Castillo Rojo).
Destaca la iglesia de San Bavón de Gante, construida en el estilo gótico escaldino, un estilo gótico-románico propio de la región del río Escalda.

## Historia
Villa del Condado de Flandes, perteneció a los Países Bajos Españoles hasta 1604 cuando es tomada por las Provincias Unidas de los Países Bajos, durante el asedio de La Esclusa.
- Wikimedia Commons alberga una categoría multimedia sobre Aardenburg.